# Даниил Коласийски
Данил Коласийски е български духовник, епископ на Кюстендил (Коласия, Баня) в началото на XVIII век.
Данил Коласийски се споменава в стари надписи в божичката църква от 1700 и 1701 г., засвидетелствуващи идването му в с.Божица. През 1709 г. кюстендилският митрополит е сред участниците в църковния събор в Печ.